# 南茂安村
南茂安村（みなみしげやすむら）は、佐賀県三養基郡にあった村。現在の三養基郡みやき町の一部にあたる。

## 地理
筑後川中流の沿岸に位置していた。

## 歴史
- 1889年（明治22年）4月1日、町村制の施行により、三根郡西島村、坂口村、天建寺村が合併して村制施行し、南茂安村が発足[1][2]。旧村名を継承した西島、坂口、天建寺の3大字を編成[2]。
- 1896年（明治29年）4月1日、郡の統合により三養基郡に所属[2][3]。
- 1938年（昭和13年）地内を大きく蛇行していた筑後川の直流放水路が完成[2]。その結果、村域の一部が筑後川に分断され渡しにより移動した[2]。
- 1950年（昭和25年）渡し船の転覆事故が発生し小学生6名が死亡[2]。これを契機に天建寺橋が架橋された[2]。
- 1955年（昭和30年）4月1日、三養基郡三川村と合併し、三根村を新設して廃止された[1][2]。合併後、三根村大字西島・坂口・天建寺となる[4]。

### 地名の由来
筑後川の千栗土居（ちりくどい）の構築に功績のあった佐賀藩士・成富兵庫茂安の名にちなむ。

## 産業
- 農業